# Silvius shirakii
Silvius shirakii är en tvåvingeart som beskrevs av Philip och M. Josephine Mackerras 1960. Silvius shirakii ingår i släktet Silvius och familjen bromsar. Inga underarter finns listade i Catalogue of Life.